# Colonne infernali

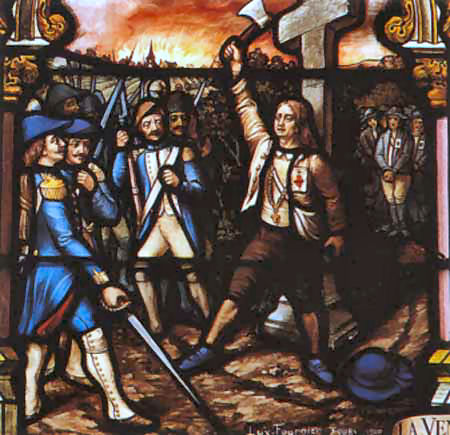
André Ripoché, ucciso mentre difendeva un crocifisso durante l'incendio del Landreau, vetrata della chiesa di Sainte-Gemme-la-Plaine, da Fournier.

Le colonnes infernales (colonne infernali) furono le operazioni condotte dalle armate repubblicane del generale Turreau durante le guerre di Vandea (1793 - 1796), in Francia, al fine di annientare le ultime truppe vandeane.

## Contesto
Dopo l'annientamento dell'Esercito cattolico e reale durante la Virée de Galerne (ottobre 1793), il generale Turreau sviluppa un piano per attraversare i territori della Vandea insorta con dodici colonne incendiarie con l'ordine di sterminare tutti i « banditi » che hanno partecipato la rivolta, compresi donne e bambini, di evacuare la popolazione neutrale o i patrioti, di raccogliere raccolti e bestiame e incendiare villaggi e foreste, di fare infine della Vandea un « cimitero nazionale » prima di farla ripopolare dai rifugiati repubblicani.

### Le colonne infernali

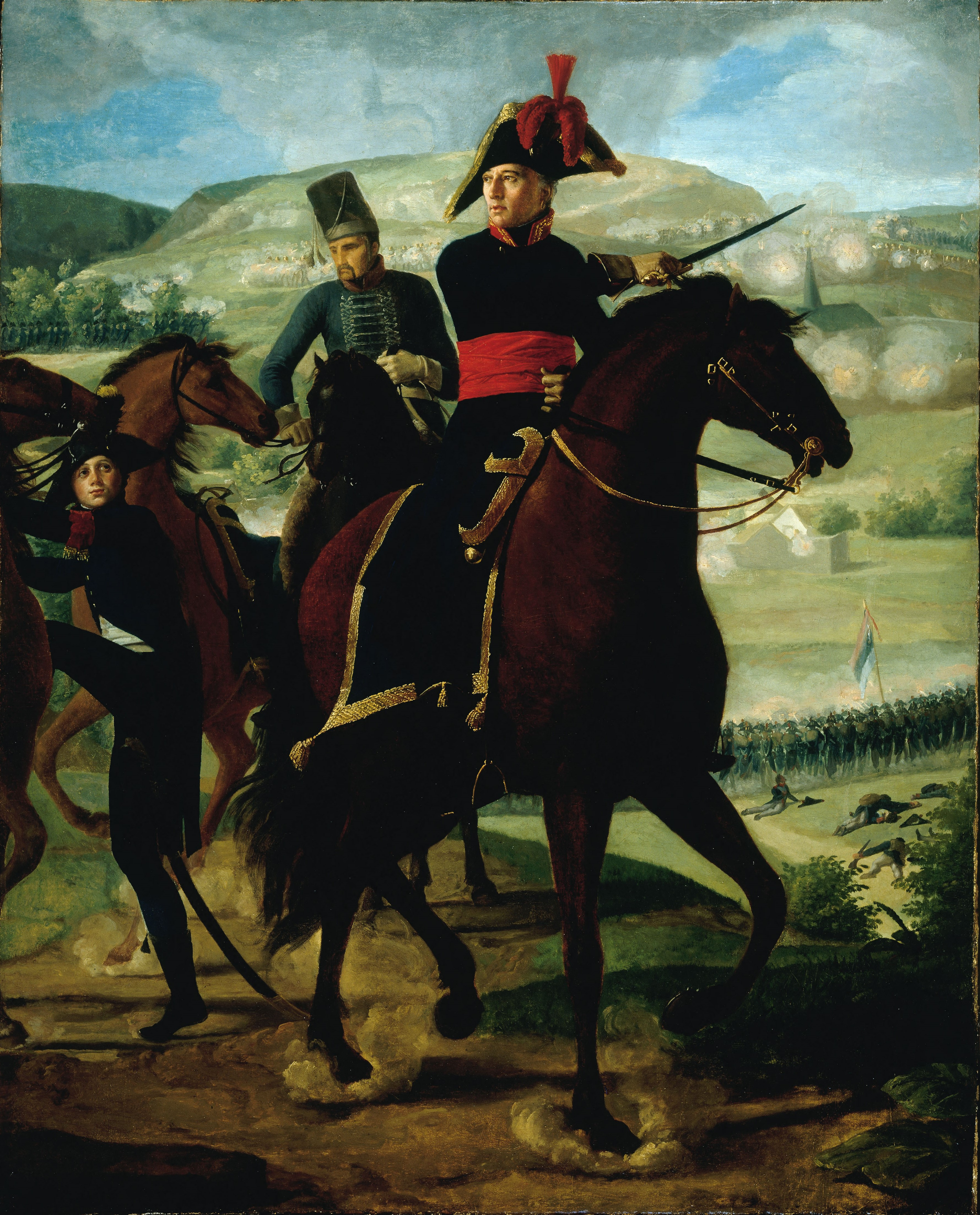
Il generale Louis Marie Turreau a cavallo

Dopo la battaglia di Savenay i capi vandeani erano quasi tutti morti. Rimaneva però l'esercito di Charette, che non aveva partecipato al "Virée de Galerne" e ancora teneva la Marais Breton, e i sopravvissuti alla battaglia, che, non essendo riusciti a passare la Loira, si erano rifugiati nei boschi di Savenay. Così il generale Louis Marie Turreau ideò le cosiddette "Colonne infernali", approvate dalla Convenzione in un decreto del 17 gennaio 1794 dopo un iniziale ripensamento, che consistevano in colonne militari con il compito di attraversare la Vandea ed eliminare ogni vandeano e distruggere ogni villaggio:
«Tutti i briganti che saranno trovati armi alla mano, o rei di averle prese, saranno passati a filo di baionetta. Si agirà allo stesso modo con le donne, le ragazze e i bambini [...]. Neppure le persone semplicemente sospette devono essere risparmiate. Tutti i villaggi, i borghi, le macchie e tutto quanto può essere bruciato sarà dato alle fiamme».
Il 21 gennaio 1794 Turreau diramò quest'ordine ai suoi uomini e a tutti i generali sotto il suo comando, dando così inizio all'attuazione del suo piano.
Si disposero quindi due armate in diversi punti della Vandea: la prima, sotto gli ordini di Turreau, si dispose da Saint-Maixent a Les Ponts-de-Cé; la seconda, che era agli ordini di Nicolas Haxo (che morirà due mesi dopo, per mano di Charette, il 20 marzo), si dispose da Les Sables-d'Olonne a Paimbœuf. Ogni armata era organizzata in sei divisioni e ogni generale doveva creare due eserciti per formare dodici colonne che dovevano convergere, da est o nord-est e da ovest o sud-ovest. In realtà, la seconda armata aveva solo otto colonne anche molto piccole e fece ben poco, anzi addirittura subì delle sconfitte, visto che venne mandata dove era ancora presente l'esercito di Charette e Stofflet.
La prima divisione era comandata da Duval e le sue colonne erano comandate da Prévignaud e Daillac, con l'ordine di partire da Saint-Maixent e da Parthenay e arrivare a La Caillère-Saint-Hilaire e a Tallud-Sainte-Gemme. La prima divisione fu l'unica a non essere comandata dallo stesso generale di divisione, perché Duval a causa di una ferita alla gamba non poteva camminare e per questo affidò le due colonne a due suoi ufficiali.
La seconda divisione era guidata da Grignon che affidò la seconda colonna a Lachenay, con l'ordine di partire da Bressuire e arrivare a La Flocellière e a Pouzauges. La terza divisione era capeggiata da Boucret, che demandò la guida della seconda colonna a Caffin, con l'ordine di partire da Cholet e arrivare a Les Epesses e a Saint-Laurent-sur-Sèvre.
La quarta divisione era comandata da Turreau che guidò egli stesso una colonna mentre affidò la seconda a Bonnaire, con l'ordine di partire da Doué-la-Fontaine e arrivare a Cholet. La quinta divisione era capeggiata da Cordelier, che affidò l'altra colonna a Crousat, con l'ordine di partire da Brissac e arrivare a Jallais e a Le May-sur-Èvre.
Infine la sesta divisione era affidata al solo Moulin, con l'ordine di partire da Ponts-de-Cé e arrivare a Sainte-Christine. Della seconda armata invece le otto colonne erano comandate da Dufour a Montaigu, Amey a Mortagne, Huché a Luçon, Beaufranchet, Commaire, Charlery, Chalbos e Grammont.
I repubblicani eseguirono gli ordini e la guerra divenne un massacro. Si uccisero i vandeani senza considerare l'età o il sesso delle persone che si trovavano di fronte e a morire non furono solo i soldati dell'armata vandeana, ma anche le loro donne e i loro bambini. Oltre a questi, tra le vittime ci furono anche alcuni che non avevano preso parte all'insurrezione, ma questo sembrava non avere importanza, come testimonia l'ordine che darà Grignon alla sua colonna:
«Compagni, entriamo nel paese insorto. Vi do l'ordine di dare alle fiamme tutto quanto sarà suscettibile di essere bruciato e di passare a filo di baionetta qualsiasi abitante incontrerete sul vostro passaggio. So che può esserci qualche patriota in questo paese. È lo stesso. Dobbiamo sacrificare tutto».
I soldati delle colonne, prima di uccidere le proprie vittime, compirono su di loro le peggiori atrocità: dallo stupro alla mutilazione, a volte per accelerare i tempi essi incendiarono interi edifici nei quali riunivano i condannati, diedero fuoco anche agli ospedali per uccidere i malati al loro interno. Addirittura conciarono pelle umana, presa dai cadaveri, per creare abiti, come dirà un testimone Claude-Jean Humeau che denunciò al tribunale di Angers questo fatto il 6 novembre 1794:
«Il nominato Pequel, chirurgo maggiore del 4º battaglione delle Ardenne, ne ha scorticati trentadue. Volle costringere Alexis Lemonier, pellaio a Les Ponts-de-Cé, a conciarli. Le pelli furono trasportate preso un certo Langlais, conciatore, dove un soldato le ha lavorate [...]».
Testimonierà questa pratica anche Victor Gotard-Faultrier nel suo Les champ des Martyrs, che il 31 maggio 1852 si diresse ad Angers per raccogliere informazioni sullo svolgimento dei fatti e tra le varie testimonianze riporta le parole di un sacerdote, un certo Pierre-Marie Robin:
«[...] erano scorticati a mezzo corpo, perché si tagliava la pelle al di sotto della cintura, poi lungo ciascuna delle cosce fino alla caviglia dei piedi, in modo che dopo la sua rimozione i pantaloni si trovavano in parte formati; non restava altro che conciare e cucire [...]».
Un'altra pratica sui cadaveri era quella di cremarli per ricavare del grasso, la contessa de La Bouère racconta la testimonianza di alcuni soldati che a Clisson il 5 aprile 1794 bruciarono 150 donne per estrarne grasso:
«Facevano dei buchi per terra per sistemarvi delle caldaie allo scopo di raccogliere quello che colava; avevamo messo al di sopra delle sbarre di ferro e su queste le donne, [...] poi, ancora al di sopra, vi era il fuoco [...]. Due miei compagni erano con me per questa faccenda. Ne mandai 10 barili a Nantes. Era come grasso di mummia: serviva per gli ospedali».
Nell'aprile 1794 attuarono una "colonna fluviale", che pattugliava la Loira e alcuni affluenti, in particolare quelli della riva destra. Vennero stabiliti circa quaranta fortini lungo le rive del fiume. In ognuno di questi stazionava un battello che percorreva la Loira e i suoi affluenti per catturare quei vandeani che cercavano di attraversarla per tornare in Vandea. Ogni battello in media aveva un equipaggio di 30 uomini, la metà dei quali era composta da fucilieri di marina, e 3 petriere. Questi erano divisi in tre divisioni: la prima andava dal villaggio di La Pointe (vicino a Les Ponts-de-Cé, a sud di Angers) a Champtoceaux; la seconda dall'isola Dorelle (a sud di Champtoceaux) fino a La Preé-au-Duc (a est di Nantes), comprendendo Nantes e tutte le altre città attraversate dall'Erdre; la terza dall'isola Cheviré (a sud di Nantes) a Paimbœuf.
Oltre al semplice pattugliamento, i battelli a volte facevano sbarcare i soldati per compiere azioni brevi e rapide, nei piccoli villaggi presenti sulle rive del fiume con lo scopo di uccidere i vandeani presenti e caricare sulle navi tutto quello che poteva servire. Le imbarcazioni, infatti, in caso di necessità, venivano usate per scortare capaci navi da trasporto o per trasportare piccoli carichi di armi, cibo e materiale di vario tipo. Per questo motivo venivano addirittura attaccate dai vandeani (in alcune zone erano ancora ben organizzati e in condizioni di combattere) per impossessarsi della merce trasportata. Un esempio delle azioni dei battelli viene fornito da un rapporto che il comandante in capo della I divisione Mahouhet, capitano del "Le Républicain", mandò al Direttorio il 21 aprile 1794, in seguito a un attacco contro 800 vandeani a Champtoceaux e contro 500 a Le Cellier:
«In un primo tempo il comandante Berruyer lo invita a venirgli in aiuto per assediare Champtoceaux e La Patache. Deve sostenere due attacchi di un'ora e mezzo: il primo di fronte a Le Cellier e il secondo a La Chapelle-Bassamère. Nel corso di questi scontri, stima di aver ucciso circa 100 briganti: costoro tentavano di impossessarsi dei suoi battelli, dei quali 52 portavano ricchi carichi. Fra l'altro trasportavano le campane di Champtoceaux. A completare il convogli, si trovavano 7 o 8 prigionieri, fra cui il domestico del signor Couault, possessore di un barile di polvere e di quattro sacchi di piombo. Nel corso di questa scaramuccia il battaglione ha perduto tre marinai e un fuciliere».

### Fine della repressione

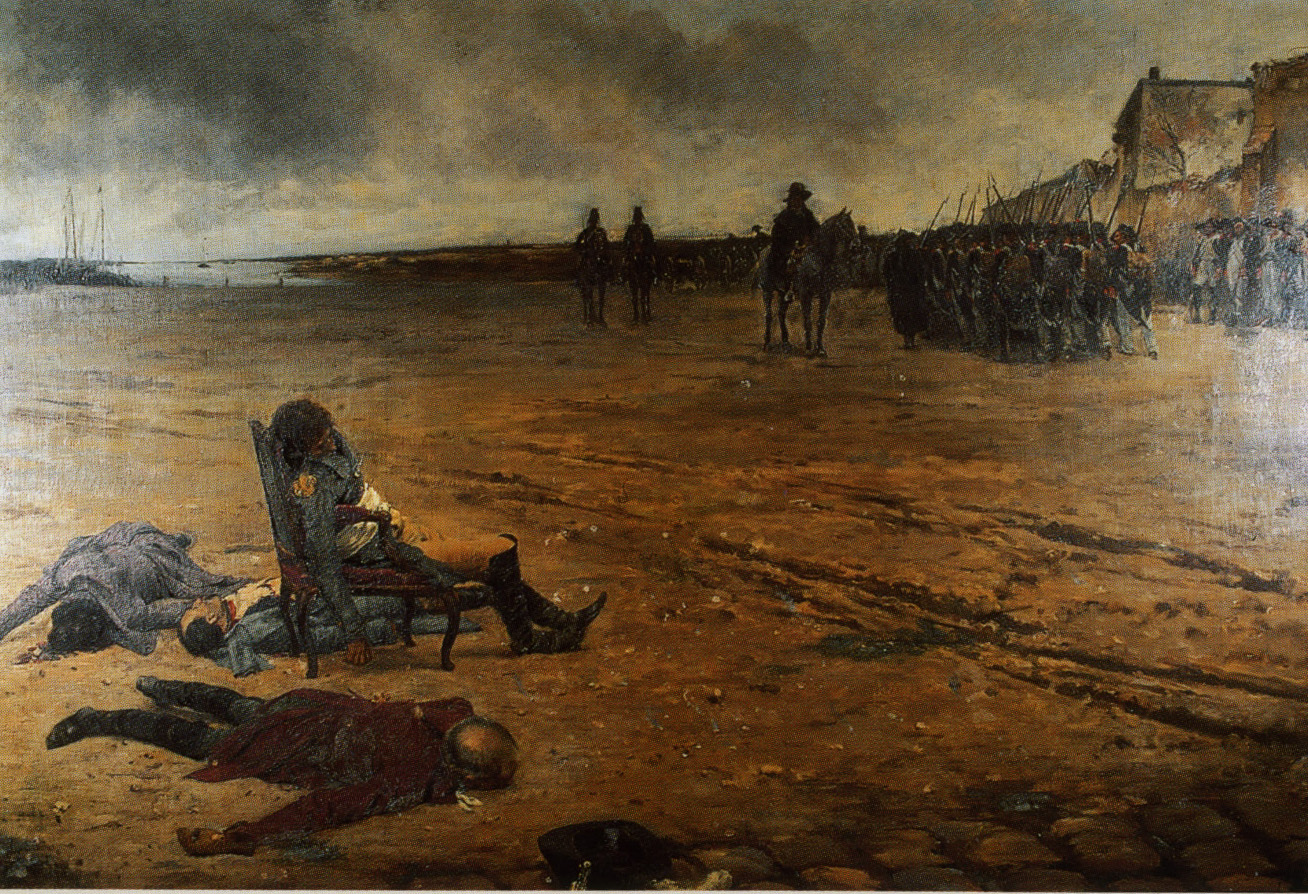
L'esecuzione di d'Elbée

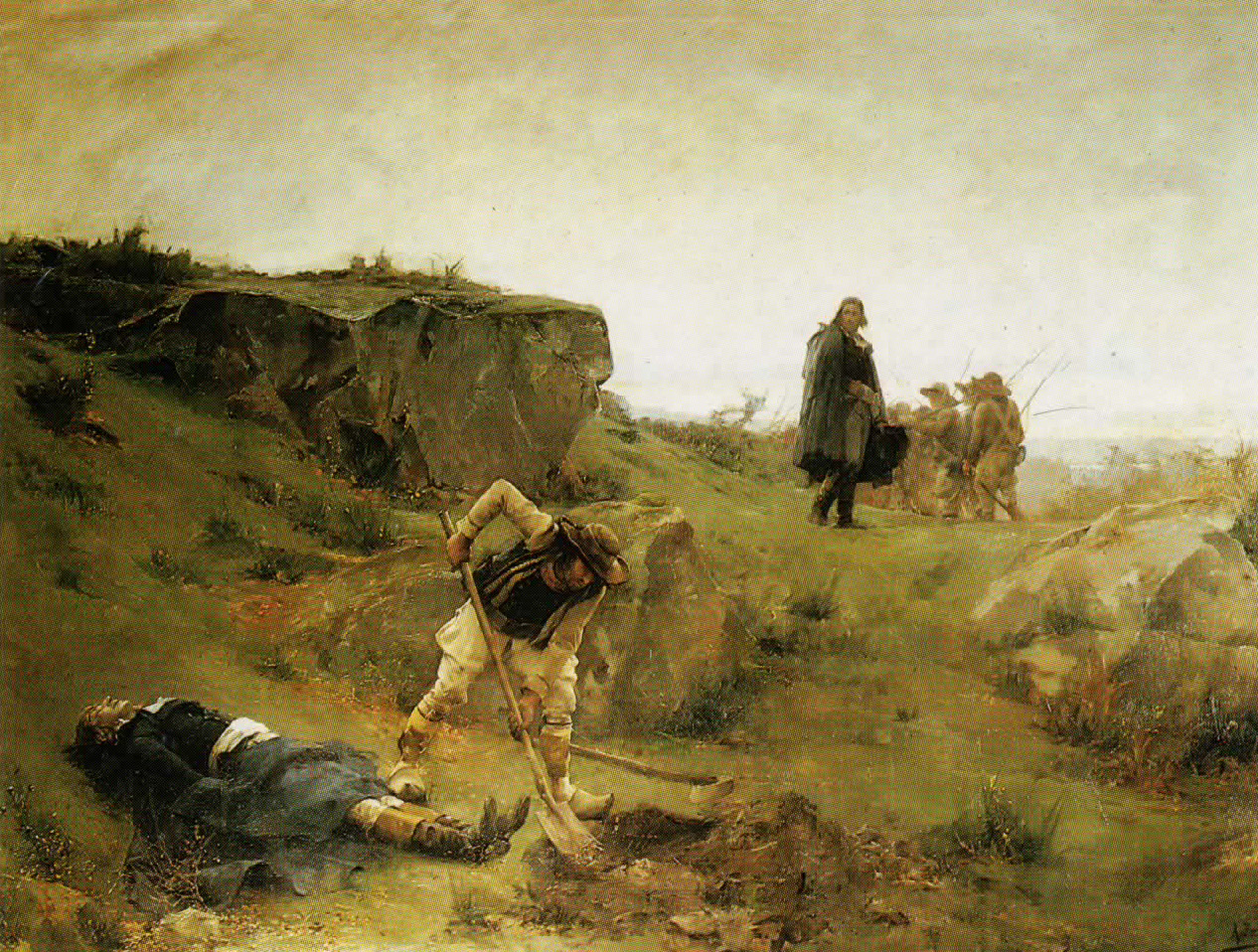
La Rochejaquelein viene seppellito

Le colonne infernali terminarono tra l'aprile e il maggio 1794, i soldati che le componevano, furono sostituiti da truppe regolari, che continuarono l'occupazione militare del territorio fino alla fine dell'anno, limitandosi però al mantenimento dell'ordine pubblico. Nonostante l'esecuzione di d'Elbée, avvenuta il 9 gennaio 1794, e l'uccisione del giovanissimo Henri de La Rochejaquelein, che nel frattempo erano divenuto generalissimo, avvenuta il 29 gennaio 1794, l'esercito vandeano elesse Jean Nicolas Stofflet generalissimo dell'armata vandeana, di fatto l'idea di reprimere l'insurrezione sterminando i vandeani fu un fallimento, che anzi al contrario aumentò il loro desiderio di respingere i repubblicani.
Nel frattempo, infatti, l'esercito della Marais Breton continuò a combattere, il 2 febbraio, Charette e Sapinaud presero Chauché e il 6 febbraio occuparono Legé. L'8 febbraio, Stofflet occupò Cholet, presidiata dalle truppe del generale Moulin che, appena vide i suoi uomini fuggire, si suicidò con la sua pistola. Il 20 marzo Charette si scontrò con una colonna di 300 uomini comandata da Haxo, che appena avvistò il nemico si barricò dentro la città di Les Clouzeaux, ma non riuscì a resistere a lungo. Infatti, vista la netta inferiorità numerica, i repubblicani si diedero alla fuga abbandonando il loro generale che era rimasto ferito e che poco dopo ricevette il colpo di grazia.
La Convenzione nazionale prese atto degli errori commessi e decise di cambiare strategia, visto che la popolazione stessa cominciava a lamentarsi dell'operato dei generali repubblicani in Vandea, tanto che spesso aiutava a nascondere i vandeani o adottava i bambini rimasti orfani. Così il 17 maggio 1794 mise agli arresti diversi generali tra cui Turreau e Grignon, e il commissario Carrier, insieme ad altri membri del tribunale rivoluzionario di Nantes e ad alcuni soldati della "Compagnia Marat". Infine il 29 e 30 novembre 1794 vennero annullati tutti i precedenti decreti del Comitato di salute pubblica che, dopo l'esecuzione di Robespierre (avvenuta il 28 luglio 1794), venne privato di tutti i suoi poteri e poi ufficialmente abolito all'inizio del 1795.

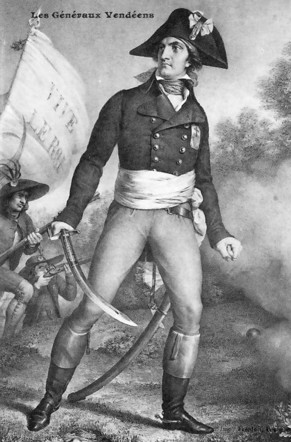
Jean Nicolas Stofflet

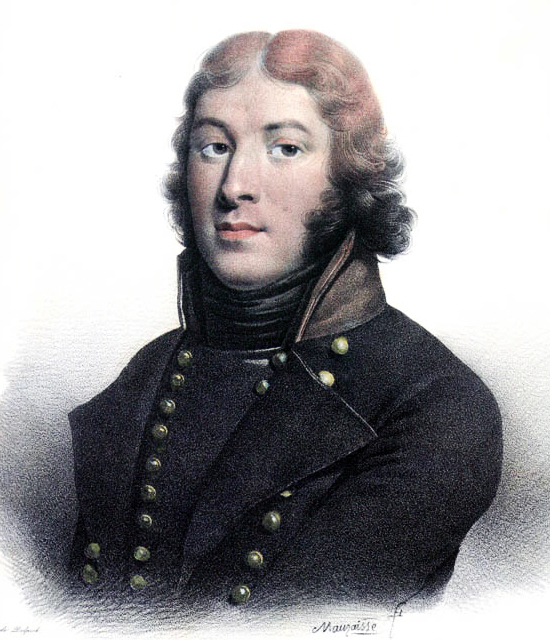
Lazare Hoche

Il 2 dicembre 1794 Lazare Carnot dirà:
«Da due anni le vostre contrade sono in preda agli orrori della guerra. Quei climi fertili, che la natura sembrava aver destinato a essere la dimora della pace, sono diventati luoghi di proscrizione e carneficina. Il coraggio dei figli della patria si è rivolto contro di essa, la fiamma ha divorato le vostre abitazioni e la terra, coperta di rovine e di cipressi, rifiuta ai sopravvissuti i frutti di cui è prodiga».
Dopo questo discorso seguirono una serie di provvedimenti per porre fine alla rivolta con l'uso della diplomazia e non della violenza. La Convenzione incaricò Lazare Hoche di negoziare la pace con i capi vandeani e qualche giorno dopo disse:
«Considerato che il sangue francese scorre ormai da troppo tempo nei dipartimenti dell'ovest; bisogna che scorra il sangue repubblicano e si annienti una popolazione di almeno seicentomila individui: che il regno di Robespierre, di Carrier e dei loro complici è finito, che la giustizia è all'ordine del giorno. [...] che gli incendi, lo stupro, il saccheggio e le altre atrocità commesse in Vandea hanno inasprito lo spirito dei suoi abitanti indotti all'errore; che comincia a rinascervi la fiducia e che questo sentimento, che si ispira ma non si comanda, può diffondersi solo con principi di giustizia e mitezza [...]».
I primi provvedimenti che vennero presi, compresero un'amnistia generale per tutti i vandeani ancora nelle carceri e il parziale ritiro delle truppe repubblicane dalla Vandea, che in precedenza erano state sostituite da truppe regolari. Queste infatti, a differenza dei volontari che componevano le colonne infernali, si limitarono al controllo dell'ordine pubblico.

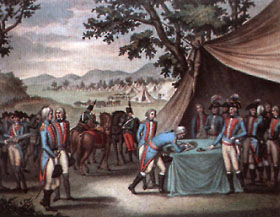
La firma del trattato di La Jaunaye

L'accordo di pace si raggiunse il 17 febbraio 1795, con il trattato di La Jaunaye firmato da Charette e Sapinaud e successivamente da Stofflet, con il quale si garantiva la libertà di culto (abolendo anche se non ufficialmente la Costituzione civile del clero), si rimborsavano i vandeani che avevano subito espropri o danni alle proprie proprietà e si riorganizzavano le città con nuovi rappresentanti del popolo e venne data la possibilità ai vandeani di arruolarsi nell'esercito o nella Guardia Nazionale che tornava a dipendere dalle autorità locali.
Stofflet firmò successivamente, perché inizialmente non era d'accordo con questo trattato e al seguito di un piccolo esercito formato a Clisson riprese la guerra tra il marzo e l'aprile 1795, ma, scontratosi con la colonna del generale Caffin, il 1º aprile a Les Tailles subì una pesante sconfitta. Tuttavia, qualche giorno dopo riuscì a riprendersi, assaltando un convoglio che trasportava armi, munizioni e viveri vicino Chemillé.
Il 2 maggio firmerà anche lui il trattato di La Jaunaye a Saint-Florent-le-Vieil, accettando le stesse condizioni firmate da Charette, riuscendo però ad aggiungere il rilascio di tutti i vandeani detenuti nelle carceri, il congedo per quei vandeani arruolati forzatamente dai repubblicani agli inizi del 1793 e la consegna del giovane Luigi XVII di Francia (che allora aveva 10 anni) alla Vandea.

## Altri usi del termine
- In un contesto differente, i "chasseurs basques" (cacciatori di fanteria basca) avevano formato una colonna detta « colonna infernale » durante i combattimenti del 1793 sulla frontiera spagnola.
- Il termine 'la colonna infernale' è stato usato inoltre per una formazione simile nella Mission Voulet-Chanoine del 1899 per la conquista coloniale del Ciad.